# أمير أباد نو (سغز أباد)
امیر أباد نو (بالفارسية: امیرآباد نو) هي مستوطنة تقع في إيران في قسم سغز أباد الريفي. يقدر عدد سكانها بـ 1,285 نسمة .